# Худынино (Ивановская область)
 Худынино — деревня в Ивановском районе Ивановской области России. Входит в состав Беляницкого сельского поселения.

## География
Находится в западной части Ивановской области на расстоянии приблизительно 9 километров на северо-запад по прямой от вокзала станции Иваново на западном берегу Уводьского водохранилища.

## История
Деревня уже была на карте 1840 года. В 1859 году здесь (тогда деревня Шуйского уезда Владимирской губернии) было учтено 26 дворов.

## Население
Постоянное население составляло 154 человека (1859 год), 3 в 2002 году (русские 100 %), 13 в 2010.